# Kotchakorn Voraakhom
Kotchakorn Voraakhom (en tailandès: กชกร วร อาคม, nascuda el 1981) és una arquitecta paisatgista tailandesa i directora executiva de Porous City Network, una empresa social que busca augmentar la resiliència urbana al sud-est asiàtic. També és la fundadora de la Koungkuey Design Initiative, que treballa amb les comunitats per reconstruir els espais públics. Fa campanyes per obtenir més espais verds a les ciutats a més és becària de TED des del 2018.

## Educació
A Voraakhom li encantaven les inundacions a Tailàndia quan era una nena. Va estudiar a la Universitat Chulalongkorn. Es va llicenciar en arquitectura del paisatge el 2001, any en què va rebre una medalla per un rendiment acadèmic excepcional. Va completar els estudis de postgrau a la Universitat Harvard. Durant els estudis de postgrau, va cofundar la Koungkuey Design Initiative (KDI), una organització de disseny sense ànim de lucre que ajuda les comunitats a desenvolupar els seus barris. Va tornar a Tailàndia el 2006.

## Carrera
Kotchakorn ha impartit classes de disseny de paisatges a la Universitat Chulalongkorn des del 2010. És fundadora i directora executiva de Landprocess, una empresa d'arquitectura de paisatges de Bangkok. Ha estat nomenada una de les millors arquitectes de Tailàndia que fomenten el canvi social. El 2015, Kotchakorn va treballar al pavelló de Tailàndia de l'Expo de Milà. El pavelló mostra el paper de l'aigua en l'agricultura de Tailàndia. Va rebre una beca de la Fundació Àsia el 2016. Va obrir el jardí del sostre Siam Green Sky a Siam Square el 2015.
El 2017 va fundar la Porous City Network. Bangkok, una ciutat de més de vuit milions de persones, es troba a només 1.5 metres sobre el nivell del mar. Un dels seus objectius és augmentar la capacitat de resistència de Bangkok al canvi climàtic, especialment a les inundacions, i, amb aquest objectiu, ha rebut beques d'Echoing Green i de l'Equity Initiative. Va guanyar un concurs de disseny de la Universitat de Chulalongkorn per un parc que augmentés la resiliència urbana capturant les escorrenties, el parc centenari de 28 rai (11 acres) a Chulalongkorn. El parc està construït amb una inclinació de tres graus i conté aiguamolls artificials i cisternes subterrànies que poden contenir un milió de galons (3,8 milions de litres) d'aigua. Kotchakorn es va inspirar en el concepte del rei Bhumibol Adulyadej de crear kaem ling, "galtes de mico", per capturar l'escorrentia de l'aigua de pluja per al seu ús posterior. El 2019 obrirà un parc de 91 rai (36 acres) a la Universitat de Thammasat.
El desembre de 2019, el campus de Rangsit de la Universitat de Thammasat va obrir el jardí urbà més gran del terrat d'Àsia. L'espai de 7.000 m², dissenyat per Kotchakorn, està dissenyat per ajudar a compensar alguns dels impactes del canvi climàtic, com ara les inundacions. "Les granges urbanes del terrat són una solució climàtica fàcil i eficaç i haurien de ser la norma", va dir. La granja del terrat està oberta a tothom que desitgi cultivar arròs, verdures o herbes, segons la universitat.
El 2018, Kotchakorn va ser nomenada becària de TED. Ha escrit per a City Green. Va formar part del Bootcamp Global Entrepreneurship 2018. El 2019, Kotchakorn era una de les tres tailandeses nomenades per Time a la seva llista "Time 100 Next 2019", en què va figurar a la categoria "Innovadors". L'any següent va figurar a la llista de les 100 dones de la BBC, anunciades el 23 de novembre de 2020.